# デリシャス!!とち麦ガールの小麦パラダイス
デリシャス!小麦パラダイス（でりしゃす!こむぎパラダイス）は、ニッポン放送にて2013年10月3日から平日夕方のナイターオフ期間にて放送されているトーク番組である。改題前は『ラジオ麦わらぼうしの会』、『ひろたみゆ紀のニッポンの小麦、がんばる。』、『デリシャス!!とち麦ガールの小麦パラダイス』

## 番組概要
2012年のナイターオフ期に、農林水産省の外郭団体である一般社団法人 全国米麦改良協会が国産小麦の地産地消プロジェクトである「〜くらえ!ニッポンの小麦プロジェクト〜」として、レギュラー放送しているワイド番組の横断企画としてスタート。以後、同年のナイターオフ期から、『有楽町情報交差点』内で、小口が担当した『広がれ!関東かてめんの輪』として、前身番組である『ラジオ麦わらぼうしの会』をスタート。以後、改題を繰り返し、同団体の内包番組を編成し、2017年のナイターオフ期に同番組をスタート。2018年11月、2018年度のナイターオフ期に再び編成。2019年度は番組名を『デリシャス!小麦パラダイス』に若干改題した。
番組構成は、栃木産の国産小麦の地産地消をアピールを目的に、同小麦を使用した料理や食品を各食品会社の担当者がレシピを紹介し、松本が試食し判定する構成である。

## 出演者

### パーソナリティ

#### 現在
- ひろたみゆ紀（国産小麦大使、ニッポン放送アナウンサー） - 2013年度 -
- 松本秀夫（フリーアナウンサー、ニッポン放送スポーツ部契約アナウンサー） - 2017年度 -

#### 過去
- 小口絵理子（元国産小麦大使、フリーアナウンサー、元ニッポン放送アナウンサー） - 2012年度
- U字工事 - 2013年度

## 放送時間

### 現在
- 月曜 19:45 - 19:55 - 2017年10月3日 - 2019年2月25日、11月5日 - 2020年2月

### 過去
- 第1、2月曜 18:20 - 18:25 - 2017年10月3日 - 2018年1月30日
- 平日 14:18 - 14:23[4] - 2015年10月19日 - 11月24日※『ひろたみゆ紀のニッポンの小麦、がんばる。』（月 - 木曜）、『U字工事のニッポンの小麦、がんばる。』（金曜）

## 関連リンク
- デリシャス!!とち麦ガールの小麦パラダイス 番組Webサイト
- 麦わらぼうしの会 公式チャンネル - YouTubeチャンネル
- コムギケーション倶楽部 公式チャンネル - YouTubeチャンネル